# Liero Xtreme
Liero Xtreme (dostikrat tudi LieroX, Liero Extreme ali LX) je 2D strelska igra, ki vsebuje igranje preko spleta ter  prosto izbiro orožij, levelov in oseb. LieroXtreme je najpopularnejši Liero klon, ki ga je ustvaril avstralski programer Jason »JasonB« Boettcher v programskem jeziku C++.